# Татјана Вулић
Татјана Вулић (Крагујевац, 3. фебруар 1967) је српска новинарка и редовни професор стручних предмета на Департману за комуникологију и новинарство Филозофског факултета Универзитета у Нишу.

## Биографија
Дипломирала је, магистрирала и докторирала на Факултету политичких наука Универзитета у Београду. Дуго година је радила као дописник Радио-телевизије Србије у Крагујевцу и између осталог снимала и документарне репортаже.Јавно је подржала независне новинаре у Нишу, услед притиска од локалних политичара и званичника на медије, и због тога ушла у сукоб са Драганом Сотировски. Објавила је две стручне монографије о новинарству и велики број чланака из области комуникологије и медија.

## Дела
- Крагујевачка штампа 19. века (2007,Народна библиотека Вук Караџић, Крагујевац)[5][6]
- Истраживачко новинарство (2018, Филозофски факултет у Нишу)[7]